# Matteo Galvan

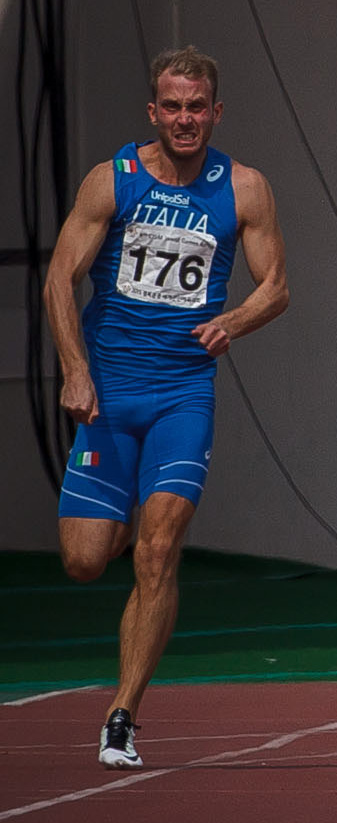
Matteo Galvan (2015)

Matteo Galvan (* 24. August 1988 in Vicenza) ist ein italienischer Leichtathlet.

## Laufbahn
Er begann nach einer Teilnahme an den Giochi sportivi studenteschi (Schüler-Sport-Spiele) 2004 mit intensivem Training in der Leichtathletik auf 200 und 400 Meter. 2005 wurde er Italienischer Meister seiner Klasse bei den 200 Metern. Bei den U17-Leichtathletik-Jugendweltmeisterschaften wurde er auf der gleichen Distanz Dritter. Ein Jahr später erreichte er bei den U18-Leichtathletik-Weltmeisterschaften das Halbfinale. Galvan gewann dann bei den Leichtathletik-Halleneuropameisterschaften 2009 am 8. März 2009 in Turin mit der Staffel über 4-mal 400 Meter die Goldmedaille. Zuvor war er im Einzelrennen Siebter geworden. Im Juli desselben Jahres gewann er bei den XVI. Mittelmeerspielen in Pescara die Bronzemedaille im 200-Meter-Lauf.